# 쿨리반도

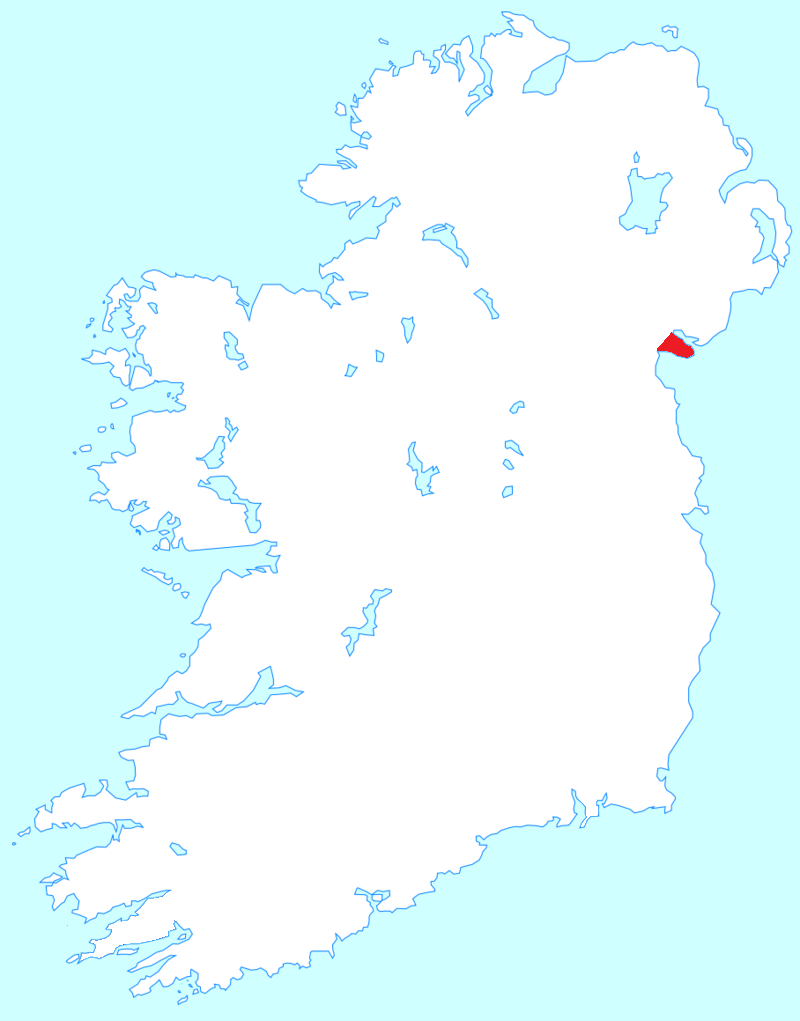

쿨리반도(영어: Cooley Peninsula, 고대 아일랜드어: Cúalṅge 쿠얼릉거, 아일랜드어: Cuaille 쿠얼러)는 아일랜드 라우스주에서 아일랜드해 쪽으로 삐져나온 반도다.
구릉지형으로, 쿨리산맥이 있다. 쿨리산맥의 최고봉인 슬리어우 파(589미터)는 라우스주 최고봉이기도 하다. 지층은 4억 4000만 년 전 실루리아기의 경사암이 서부에, 3억 4000만 년 전의 석회암이 동부에 분포한다. 쿨리산맥은 6000만 년 전의 화산활동으로 인한 화성암으로 되어 있다.
아일랜드 신화 얼스터 대계의 주요 사건인 쿠얼릉거의 소도둑 전투의 무대가 되는 곳이 여기다.